# Buluh Kasap
Buluh Kasap is een bestuurslaag in het regentschap Dumai van de provincie Riau, Indonesië. Buluh Kasap telt 6578 inwoners (volkstelling 2010).